# Twierdzenie Lagrange’a (teoria grup)
Twierdzenie Lagrange’a – twierdzenie teorii grup mówiące, że w grupie skończonej rząd dowolnej jej podgrupy jest dzielnikiem rzędu grupy, tzn. zachodzi równość
{\displaystyle |G|=|G:H|\cdot |H|,}
gdzie {\displaystyle |G:H|} oznacza indeks podgrupy {\displaystyle H} w {\displaystyle G,} zaś {\displaystyle |G|,|H|} odpowiednio rząd grupy i podgrupy.
Wynik nosi nazwisko Josepha Louisa Lagrange’a.

## Dowód
Niech {\displaystyle G} będzie grupą skończoną. Zbiór warstw lewostronnych {\displaystyle \{gH:g\in G\}} grupy {\displaystyle G} względem podgrupy {\displaystyle H} stanowi rozbicie zbioru {\displaystyle G} na {\displaystyle n=|G:H|} równolicznych ze zbiorem {\displaystyle H} zbiorów: {\displaystyle g_{1}H,g_{2}H,\dots ,g_{n}H.}
W ten sposób
{\displaystyle G=g_{1}H\cup g_{2}H\cup \ldots \cup g_{n}H,}
a skoro poszczególne warstwy są rozłączne, to
{\displaystyle |G|=|g_{1}H|+|g_{2}H|+\ldots +|g_{n}H|,}
przy czym wszystkie warstwy są równoliczne z {\displaystyle H,} co oznacza, że
{\displaystyle |G|=|H|+|H|+\ldots +|H|=n|H|,}
zatem
{\displaystyle |G|=|G:H|\cdot |H|.}

## Wnioski i uwagi
- Rząd dowolnego elementu grupy jest dzielnikiem rzędu grupy (wynika to wprost z definicji rzędu). W szczególności, dla dowolnego elementu {\displaystyle g} danej grupy {\displaystyle G} prawdziwa jest równość {\displaystyle g^{n}=e,} gdzie {\displaystyle e} jest elementem neutralnym grupy, a {\displaystyle n} oznacza jej rząd.
- Jeżeli rząd grupy jest liczbą pierwszą, to jest ona grupą cykliczną.
- Twierdzenie odwrotne do twierdzenia Lagrange’a nie jest prawdziwe, tzn. nie gwarantuje, że dla każdego dzielnika rzędu grupy istnieje podgrupa, której rząd jest równy danemu dzielnikowi.

Najmniejszym przykładem jest grupa alternująca {\displaystyle A_{4}.} Choć dzielnikami rzędu grupy {\displaystyle A_{4}} są {\displaystyle 1,2,3,4,6,12,} to grupa {\displaystyle A_{4}} zawiera jako podgrupy wyłącznie: {\displaystyle 1}-elementową grupę trywialną, trzy {\displaystyle 2}-elementowe i cztery {\displaystyle 3}-elementowe grupy cykliczne, {\displaystyle 4}-elementową grupę niecykliczną oraz {\displaystyle 12}-elementową grupę niewłaściwą; w szczególności nie ma podgrupy {\displaystyle 6}-elementowej.
Częściowym rozwiązaniem problemu istnienia podgrup danego rzędu są twierdzenie Cauchy’ego oraz twierdzenia Sylowa. W ogólności nie ma prostego sposobu na podział grup skończonych na te, które spełniają twierdzenie odwrotne i te, które go nie spełniają. Można jednak wyróżnić trzy klasy grup skończonych, które spełniają twierdzenie odwrotne: grupy abelowe, grupy diedralne i grupy pierwsze (są one przypadkami szczególnymi grup superrozwiązalnych, dla których twierdzenie odwrotne do twierdzenia Lagrange’a zachodzi).
- Twierdzenie to rozumiane jako stwierdzenie o liczbach kardynalnych jest równoważne aksjomatowi wyboru.

## Uogólnienia
TwierdzenieJeżeli {\displaystyle G} jest skończona oraz {\displaystyle K\leqslant H\leqslant G,} to zachodzi
{\displaystyle |G:K|=|G:H|\cdot |H:K|.}
DowódZ twierdzenia Lagrange’a wynika, że
{\displaystyle |G|=|G:K|\cdot |K|=|G:H|\cdot |H|}
oraz
{\displaystyle |H|=|H:K|\cdot |K|,}
skąd
{\displaystyle |G:K|\cdot |K|=|G:H|\cdot |H:K|\cdot |K|.}